# Poisson-ligning
Poisson-ligning eller Poissons ligning er en elliptisk partiel differentialligning med bred anvendelse inden for teoretisk fysik. Eksempelvis bliver den brugt til at finde det potentielle felt skabt af en given elektrisk ladning eller massedensitetsfordelingen; når det potentielle felt er kendt er det muligt at beregne det elektrostatiske felt eller tyngdefelt. Ligningen er givet ved
{\displaystyle \nabla ^{2}\varphi =f}
hvor {\displaystyle \nabla ^{2}} er Laplace-operatoren, {\displaystyle f} er en kendt funktion, og {\displaystyle \varphi } er den ukendte funktion.
Det er en generalisering af Laplace' ligning, der også bliver anvendt flere steder inden for fysik. Ligningen har navn efter matematikeren og fysikeren Siméon Denis Poisson.